# Devils Point
Der Devils Point (englisch für Teufelsspitze, spanisch Punta del Diablo, in Chile Punta Zúñiga) ist eine Landspitze, welche den südwestlichen Ausläufer der Livingston-Insel im Archipel der Südlichen Shetlandinseln bildet. Sie liegt zwischen der Osogovo Bay und der Raskuporis Cove im Südwesten der Byers-Halbinsel.
Der britische Seefahrer James Weddell, der zwischen 1820 und 1823 in den Gewässern um die Südlichen Shetlandinseln operierte, kartierte die Landspitze und benannte sie. Namensgeber der chilenischen Benennung ist for Ernesto Zúñiga R., der während der 6. Chilenischen Antarktisexpedition (1951–1952) durch einen wagemutigen Tauchgang zwei Anker retten konnte.